# Al B. Sure!
Albert Joseph Brown III (Boston, 4 de junho de 1968) é um músico de R&B e produtor musical americano. Na segunda metade dos anos 1980, com o nome artístico Al B. Sure!, ele se tornou um dos cantores românticos mais populares do new jack swing.
Em 1988 no auge do gênero musical, que contava com artista como: Janet Jackson, Keith Sweat, S.W.V, Bobby Brown, Michael Jackson, New Edition, Jodeci, En Vogue, Heavy D, Blackstreet entre outros,  AL.B Sure! emplacou seu maior sucesso " Nite and Day", se posicionando entre as 50 mais tocadas naquele ano.